# Козіївська № 1
Козіївська № 1 — ботанічна пам'ятка природи місцевого значення. Об'єкт розташований на території Краснокутського району Харківської області, Пархомівське лісництво, квартал 56: виділи 5, 8.
Площа — 4,2 га, статус отриманий у 1984 році.